# Pico submarino
Os Picos submarinos são montanhas submersas.

## Formação
Estas feições do relevo são originadas pelos mesmos processos que todos os outros relevos, nomeadamente pelo movimento das placas tectónicas, o vulcanismo em hot-spots, a erosão e outros.
Devido à forma e constituição de alguns picos submarinos, estes locais podem ser potenciais geradores de tsunamis. Por exemplo, pensa-se que o grande sismo de Lisboa de 1755 tenha sido originado na área do Banco de Gorringe, situado a 140 milhas náuticas WSW do cabo de São Vicente, a SW de Portugal.
Os picos submarinos que constituem o Banco de Gorringe, têm a sua origem no hot-spot da ilha da Madeira, tal como o Banco Ampere, o Unicorn o Seine e Monchique. As ilhas da Madeira e de Porto Santo têm a mesma origem.